# Borsodi Super Dry
A Borsodi Super Dry a Borsodi Sörgyár Zrt. ma már nem forgalmazott söre, amelyet 2013-2017 között gyártottak.

## Áttekintés
Ez volt a gyártó első super dry jellegű söre. Ez a sörtípus eredetileg Japánból származik, és jellegzetessége, hogy nincs semmilyen utóíze. A gyártó ennek ellenére a recept részévé tette a kukoricagírzt (mely éppen a kellemetlen utóízekért felelős) és a kálium-metabiszulfitot. Alkoholtartalma alacsonyabb, 4%-os.
A Kontár Komlókutató szerint az igaz, hogy keserű utóíz nincs benne, a savanyúsága azonban már bántó. A Sörtesztek blog is ezt emelte ki, azzal, hogy a söríz semmilyen, az utóíz rossz. Ugyanezt a véleményt osztja a Sörvadászat is.